# Venturia pyrina
Venturia pyrina es  una especie de hongo de la familia Venturiaceae.  Es un patógeno de plantas, que causa la costra o mancha negra de la pera. Tiene una amplia distribución en regiones templadas y subtropicales donde se cultivan peras.